# NYC Nr. 999
Die Dampflokomotive Nr. 999 der New York Central & Hudson River Railroad gilt als das erste Fahrzeug, das eine Geschwindigkeit von 100 mph (etwa 161 km/h) überschritt.
Auf der 1893 durchgeführten Rekordfahrt der speziell für diesen Zweck gebauten Lokomotive wurden sogar 112 mph (181 km/h) gemessen, was auch außerhalb von Eisenbahner-Kreisen weltweites Aufsehen erregte. Allerdings bezweifeln Fachleute, dass diese Geschwindigkeit tatsächlich erreicht wurde.

## Entstehung
Im Jahr 1891 wurde auf der 702 km langen Strecke zwischen New York City und Buffalo ein neuer Zug eingeführt, der Empire State Express. Um die konkurrierende Pennsylvania Railroad im Vorfeld der World’s Columbian Exposition, der Weltausstellung in Chicago, werbewirksam zu schlagen, kam George H. Daniels, der Verantwortliche der Bahngesellschaft für den Personenverkehr, auf die Idee, mit dem Zug eine Rekordfahrt durchzuführen. Er plante die Überschreitung der „magischen“ 100-mph-Grenze (161 km/h), was als gewagtes Vorhaben galt, weil diese Geschwindigkeit um etwa ein Drittel über der normalen Höchstgeschwindigkeit des Zuges lag und es keine Erfahrungen in diesem Geschwindigkeitsbereich gab.
Nachdem der Präsident der New York Central Cornelius Vanderbilt II sowie die Direktion dem Vorhaben zugestimmt hatten, entstand unter der Leitung des Ingenieurs William Buchanan, dem Chefkonstrukteur der Bahn, speziell für diese Rekordfahrt eine besonders schnelle Lokomotive – die Kosten dafür lagen schließlich bei 13.000 US-Dollar, was inflationsbereinigt heute 500.000 Dollar entspricht.

## Technik
Die Konstruktion der neuen Lokomotive bereitete wenig Probleme, denn sie basierte auf den vorhandenen, ebenfalls von Buchanan konstruierten Lokomotiven der Klasse I. Schon diese galten als sehr schnelle Maschinen, und eine von ihnen war Gerüchten zufolge schon einmal den 100 mph sehr nahegekommen. Es waren Lokomotiven mit der Achsfolge 2’B („American“), also mit einem führenden zweiachsigen Drehgestell und zwei Kuppelachsen. Dies war die damals in Nordamerika vorherrschende Bauart für Schnellzuglokomotiven.

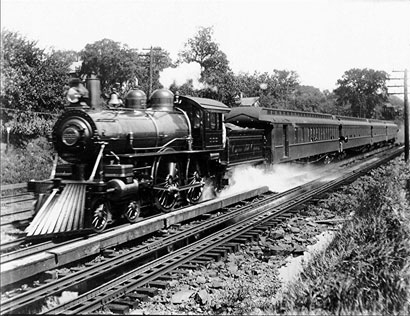
Die Nr. 999 beim Wasseraufnehmen

Für die Rekordlokomotive wurde der Treibrad-Durchmesser von 1981 mm auf 2184 mm (86 Zoll) vergrößert – die größten Treibräder, die jemals eine 2’B-Lokomotive erhalten hat – ebenso der Durchmesser der Laufräder von Lokomotive und Tender. Mit diesen Maßnahmen sollten die Drehzahlen und damit die Beanspruchung von Lagern und Triebwerk bei der geplanten hohen Geschwindigkeit reduziert werden. Erstmals überhaupt an einer Lokomotive wurden nicht nur die Treibräder gebremst, sondern auch die Räder des Drehgestells, um auch bei hohen Geschwindigkeiten eine wirksame Abbremsung zu gewährleisten.
Weil die Zylinderabmessungen gegenüber der Klasse I unverändert blieben, erhöhte Buchanan den Druck des Kessels von 12,4 auf 13,1 bar, damit die Zugkraft trotz der größeren Treibräder nicht zu sehr absank.
Der Kessel war in der „Wagon Top“-Bauart ausgeführt, d. h., er wies im Bereich des Stehkessels einen deutlich größeren Durchmesser auf. Die Feuerbüchse war mit einer „Water Table“ ausgestattet, einer quer eingebauten, nach vorne geneigten flachen Wasserkammer, die die Strahlungsheizfläche deutlich vergrößerte, also die besonders wirksame Heizfläche, die direkt der Wärmestrahlung des Feuers ausgesetzt ist. Die Steuerung war eine innenliegende Stephenson-Steuerung mit Flachschiebern, wie sie zu dieser Zeit in den USA fast ausnahmslos verwendet wurde.
Der Tender war mit einer Wasserschöpfvorrichtung versehen, mit der während der Fahrt Wasser aus zwischen den Schienen angebrachten Trögen aufgenommen werden konnte (siehe Bild).

## Rekordfahrt

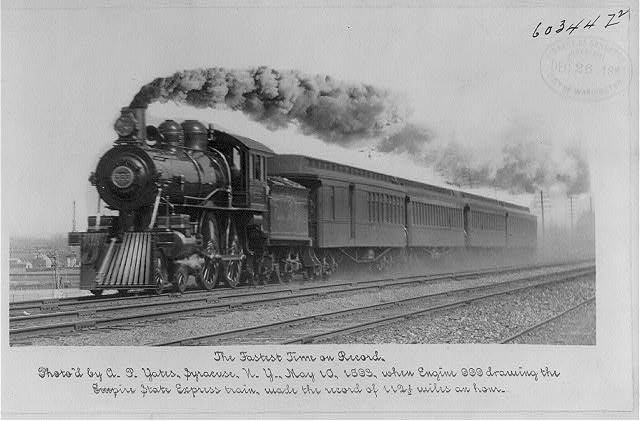
Die Nr. 999 während ihrer Rekordfahrt

Im April 1893 wurde die Lokomotive fertiggestellt. Zuerst war die Nummer 1000 vorgesehen, doch man entschied sich schließlich für die einprägsamere Nummer 999. Unter Geheimhaltung, um die Konkurrenz nicht zu warnen, wurden die ersten Testfahrten durchgeführt. Alles verlief zufriedenstellend, so dass man die Geschwindigkeit immer mehr steigerte. Am 9. Mai 1893 wurden die 161 km/h erstmals knapp überschritten. Die in New York erscheinende Railroad Gazette (Jahrgang 1893, S. 358) schrieb hierüber: Die „Schnellzugs-Locomotive Nr. 999 der New-York Central and Hudson River Railroad beförderte am 9. Mai 1893 den Empire State Express (Totalgewicht incl. Maschine und Tender 256 t) von New-York nach Buffalo, auf welcher Fahrt zwischen den Stationen Looneyville und Grimesville (8,05 km) eine Durchschnitts-Geschwindigkeit von 138,4 km/St., westlich von Grimesville die Maximal-Geschwindigkeit von 165,4 km/St. beobachtet wurde.“
Am darauffolgenden Tag, dem 10. Mai 1893, fand die offizielle Rekordfahrt statt. Der Zug bestand wie üblich aus vier sechsachsigen Schnellzugwagen. Außer den Passagieren befanden sich einige Offizielle der Eisenbahngesellschaft an Bord, darunter Daniels und Buchanan, außerdem geladene Gäste und Zeitungsreporter. Die Geschwindigkeit sollte mit Hilfe von Stoppuhren gemessen werden, denn Messwagen gab es damals noch nicht.
Die Fahrt führte von der Lokwechselstation Syracuse nach Buffalo, was etwa das letzte Drittel der Gesamtstrecke des Empire State Express war. Etwa 60 km vor Buffalo hatte man ein 23 km langes Stück der Strecke besonders sorgfältig hergerichtet und kontrolliert, und die Aufsichtsbehörde hatte die Geschwindigkeitsbegrenzung für diesen Abschnitt aufgehoben. Das Gefälle betrug etwa 3 ‰.
Mit den Stoppuhren wurden auf diesem Abschnitt Zeiten zwischen 31 und 32 Sekunden pro Meile gemessen, letzterer Wert entspricht 112,5 mph (181 km/h), ersterer sogar 116,1 mph oder 187 km/h. Eine Rechnung ergibt, dass die Lokomotive für diese Fahrt eine Leistung von etwa 2.200 PS (1.600 kW) aufbringen musste, wozu sie aufgrund ihrer Heizfläche nur für kurze Zeit imstande gewesen sein kann.
Mit dieser Leistung bleibt die Nr. 999 bis heute die schnellste 2’B-Lokomotive aller Zeiten; nur wenige Jahre später entstand die Bauart Atlantic (2’B1), die die American-Lokomotiven vor den schnellsten Zügen verdrängte.
In einer Zeit, in der das Automobil gerade erst erfunden worden war, es noch keine Flugzeuge gab und elektrische Schienenfahrzeuge allenfalls als Straßenbahn- und Nahverkehrs-Triebwagen existierten, erregte die Schnellfahrt weltweites Aufsehen, und der gewünschte Werbeeffekt übertraf alle Erwartungen. Im Anschluss an die Rekordfahrt wurde die Lokomotive als „schnellste Lokomotive der Welt“ auf der World’s Columbian Exposition in Chicago ausgestellt und wurde zu einer der bekanntesten Lokomotiven überhaupt. Sogar eine Briefmarke mit einer Abbildung der Nr. 999 wurde herausgegeben, und mehr als 3000 Miniaturnachbildungen der Lokomotive wurden an Vergnügungsparks in aller Welt verkauft.
Derart hohen Geschwindigkeiten standen manche Zeitgenossen skeptisch gegenüber:

„Gefährlich ist die Sucht der Amerikaner, die europäischen Bahnen in Bezug auf Geschwindigkeit um jeden Preis zu schlagen. So legte die Locomotive Nr. 999 der New-York Centralbahn neuerdings, obwohl sie einen Zug schleppte, eine längere Strecke mit der Geschwindigkeit von 181 Kilometern zurück. Sie soll sogar einzelne englische Meilen (1609 Meter) in 30 Secunden verschlungen haben. Möglich. Das nimmt aber einmal ein schlimmes Ende, weil der jetzige Bahnoberbau und die jetzigen Locomotiven mit ihren schlingernden Bewegungen derartigen Schnelligkeiten nicht gewachsen sind. Sicherlich werden sie dereinst erreicht oder gar übertroffen, jedoch nur auf eigens gebauten, nahezu geraden Bahnen und mit Hilfe der Elektromotoren, die infolge ihrer durchaus gleichmäßigen Drehung derartige schlingernde Bewegungen nicht im Gefolge haben.“

„Unterdessen war aber am 10. Mai des heurigen Jahres eine Locomotive auf der Strecke New-York Buffalo mit einer Geschwindigkeit von 112 englischen Meilen, oder 179,2 Kilometer, gefahren. Das begreife, wer kann. Schon während der Probefahrten zur Erreichung der Hundertmeilen-Geschwindigkeit erklärte ein Berichterstatter, daß die Wirkung einer solch rasenden Geschwindigkeit etwas Sinneverwirrendes habe.“

## Glaubwürdigkeit der Geschwindigkeitsangaben
Wie beschrieben, gab es damals noch keine genauen Methoden zur Geschwindigkeitsmessung. Aus diesem Grund sind die Geschwindigkeitsangaben schon aus technischen Gründen mit einer gewissen Ungenauigkeit behaftet. Hinzu kommt, dass es keine Dokumentation in Form von Messstreifen gab und dass alle Angaben zu gemessenen Geschwindigkeiten zunächst in mündlicher Form gemacht wurden. Dabei ist nicht auszuschließen, dass nicht nur Bahnmitarbeiter, sondern auch Reporter und Fahrgäste in ihrer Begeisterung etwas übertrieben haben. Skeptische Fachleute gehen davon aus, dass die 100 mph von Dampflokomotiven erst in den 1920er oder 1930er Jahren tatsächlich überschritten wurden; die von der Nr. 999 tatsächlich erreichte bzw. die von damaligen Fachleuten gemessene Geschwindigkeit habe einigen Quellen zufolge nur bei 82 mph (132 km/h) gelegen.
In den Jahren nach der Rekordfahrt hat es in den USA allerdings weitere Lokomotiven gegeben, die die Geschwindigkeit von 100 mph z. T. deutlich überschritten haben sollen. Die bekannteste davon ist die Atlantic Nr. 7002 der Pennsylvania Railroad, die am 12. Juni 1905 205 km/h erreicht haben soll. Dies erscheint schon aus technischen Gründen unmöglich, wird in amerikanischen Quellen aber gelegentlich als die schnellste Fahrt einer Dampflokomotive überhaupt angegeben.

## Betriebseinsatz und Umbauten

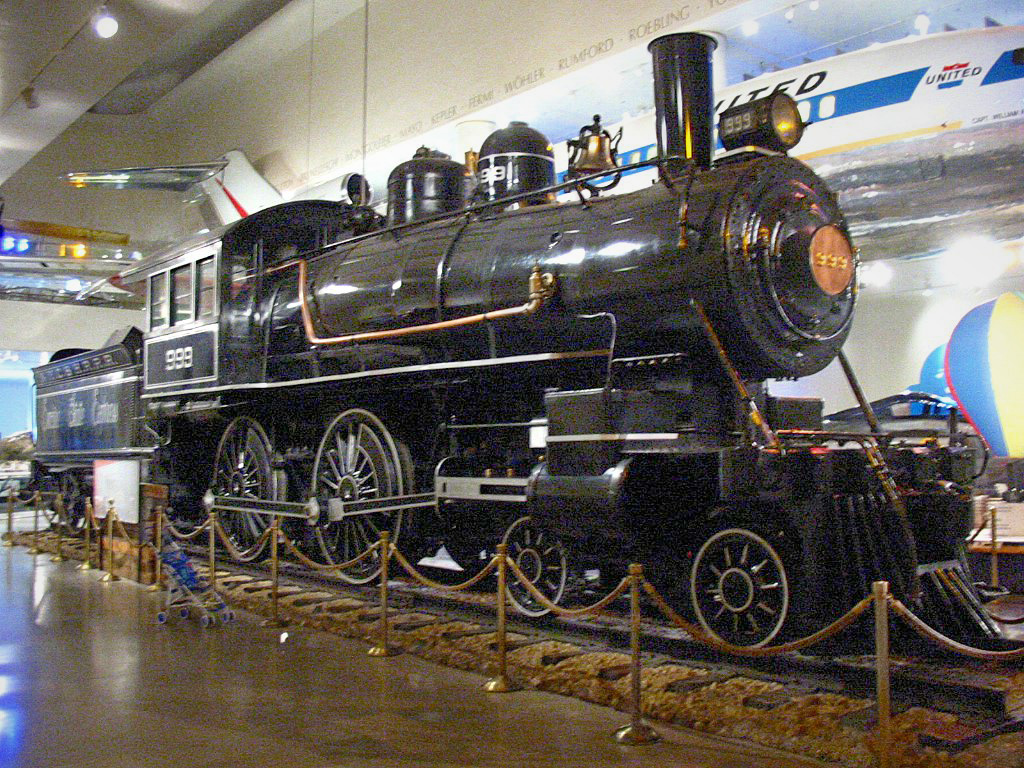
Die Nr. 999 im Museum of Science and Industry in Chicago (2003)

Nach dem Ende der Weltausstellung wurde die 999 im normalen Plandienst eingesetzt, hier zeigten sich jedoch Schwächen in der Anfahrzugkraft, welche durch die großen Treibräder bedingt waren. Für leichtere Züge, die sie problemlos in Gang setzen konnte, war die Lokomotive jedoch zu groß und damit unwirtschaftlich.
Bis 1899 wurde die 999 noch vor dem Empire State Express und anderen prominenten Zügen eingesetzt. Dann wurde sie jedoch einem radikalen Umbau unterzogen, indem man sie mit nur 1.778 mm messenden Treibrädern versah, was auch einen neuen Rahmen erforderte. Auch die Laufräder wurden auf das übliche Maß von 914 mm verkleinert und der Kesseldruck wurde auf 12,4 bar reduziert. Der Tender wurde durch ein moderneres Modell ersetzt und die Klassenbezeichnung wurde von N in C-14 geändert.
1906 erfolgte ein weiterer Umbau, bei dem der Kessel ersetzt wurde. Später wurde das Holzführerhaus durch eines aus Metall ersetzt und schließlich wurde die Lokomotive bei einer Änderung des Nummernsystems von 999 in 1086 umgezeichnet. In dieser Form lief sie noch bis 1924 auf einer Nebenstrecke in Pennsylvania.
Beinahe wäre die Lokomotive verschrottet worden, doch im letzten Moment erkannte jemand ihre Identität und die Maschine wurde wieder hergerichtet, wobei sie auch wieder einen alten Tender erhielt. Die Lokomotive selbst konnte jedoch nur noch farblich an das Original angeglichen werden, denn bis auf wenige Einzelteile war von der Rekordlokomotive nichts mehr vorhanden und die ursprünglichen Proportionen sind wegen der kleineren Räder und dem Kessel, der einen größeren Durchmesser hat als der Originalkessel, stark verändert.
In dieser Form blieb die Lokomotive noch eine Weile in Betrieb und wurde 1938 auf der Weltausstellung in New York und 1940 auf einer Eisenbahnmesse in Chicago gezeigt. Anfang der 1950er Jahre wandte sich die Bahn jedoch vom Dampfbetrieb ab und die Nr. 999 erschien als Aushängeschild nicht mehr geeignet. 1952 wurde die inzwischen etwas heruntergekommene und im Rangierdienst eingesetzte Lok endgültig ausgemustert und schließlich 1962 dem Museum of Science and Industry in Chicago übergeben, wo sie bis heute steht. In den 1990er Jahren wurde sie restauriert und dabei weitgehend in den Zustand zurückversetzt, den sie nach ihrer „Wiederentdeckung“ in den 1920er Jahren erhalten hatte.